# Lambunao
Lambunao (Bayan ng Lambunao) är en kommun i Filippinerna. Kommunen ligger på ön Panay, och tillhör provinsen Iloilo. Folkmängden uppgår till 61 084 invånare.

## Barangayer
Lambunao är indelat i 73 barangayer.
| - Agsirab - Agtuman - Alugmawa - Badiangan - Bogongbong - Balagiao - Banban - Bansag - Bayuco - Binaba-an Armada - Binaba-an Labayno - Binaba-an Limoso - Binaba-an Portigo - Binaba-an Tirador - Bonbon - Bontoc - Buri - Burirao - Buwang - Cabatangan - Cabugao - Cabunlawan - Caguisanan - Caloy-Ahan - Caninguan | - Capangyan - Cayan Este - Cayan Oeste - Corot-on - Coto - Cubay - Cunarum - Daanbanwa - Gines - Hipgos - Jayubo - Jorog - Lanot Grande - Lanot Pequeño - Legayada - Lumanay - Madarag - Magbato - Maite Grande - Maite Pequeño - Malag-it - Manaulan - Maribong - Marong | - Misi - Natividad - Pajo - Pandan - Panuran - Pasig - Patag - Pateros - Poblacion Ilawod - Poblacion Ilaya - Poong - Pughanan - Pungsod - Quiling - Sagcup - San Gregorio - Sibacungan - Sibaguan - Simsiman - Supoc - Tampucao - Tinagong Dagat - Tangina - Tranghawan - Tubungan - Tuburan - Walang |